# ويليام أوبراين
ويليام أوبراين (بالإنجليزية: William O'Brien)‏ هو سياسي أسترالي، ولد في 7 سبتمبر 1882، وتوفي في 15 يونيو 1953. حزبياً، نشط في حزب العمال الأسترالي. وقد انتخب عضو الجمعية التشريعية نيو ساوث ويلز.